# Palaeorhiza reginarum
Palaeorhiza reginarum là một loài Hymenoptera trong họ Colletidae. Loài này được Cockerell mô tả khoa học năm 1905.